# Alcippe castaneceps
La fulveta alirrufa (Alcippe castaneceps) es una especie de ave paseriforme de la familia Pellorneidae propia del sur y este de Asia.

## Descripción
Mide unos 11 cm de largo y posee una corona castaña con pintas negras, su lista superciliar es blanca, su zona dorsal es marrón y de un tono claro su vientre. Las alas se distinguen por el gran contraste entre las plumas primarias de un color rufo brillante y las plumas cuberteras negras.
Es una especie muy ruidosa su canto es un ti-du-di-du-di-du-di-du y su llamada es tsi-tsi-tsi-tsi.

## Distribución y hábitat
Se lo encuentra desde India hasta China, Malasia, Birmania, yVietnam. Su hábitat natural son los bosques montanos de hojas perennes por encima de los 1200 m s. n. m.

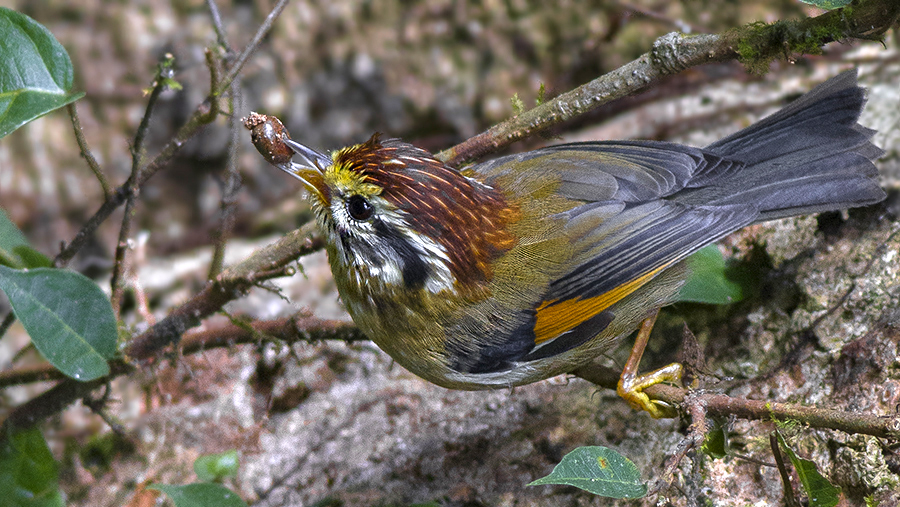
Ejemplar de fulveta de cabeza castaña en la Reserva de la Biósfera de Khangchendzonga, Sikkim occidental.